# غيردن
غردن (نيدرزاكسن) (بالألمانية: Gehrden) هي بلدة ألمانية تقع في ألمانيا في Hanover region.  يقدر عدد سكانها بـ 15,992 نسمة .

## أعلام
- جوزيف ساندرز
- سابرينا هيرينغ
- هاينز ريختر